# Fendou (socken)
Fendou (kinesiska: 奋斗, 奋斗乡) är en socken i Kina. Den ligger i provinsen Heilongjiang, i den nordöstra delen av landet, omkring 68 kilometer nordväst om provinshuvudstaden Harbin.
Genomsnittlig årsnederbörd är 753 millimeter. Den regnigaste månaden är juli, med i genomsnitt 195 mm nederbörd, och den torraste är januari, med 7 mm nederbörd.